# Sandra Ferger
Sandra Ferger est une joueuse de volley-ball et de beach-volley allemande, née le 14 août 1991 à Remscheid. Elle mesure 1,75 m et joue au poste de libero. 

## Clubs
| Club                    | De        | À         |
| ----------------------- | --------- | --------- |
| Remscheider TV          | 2002-2003 | 2008-2009 |
| SV Bayer Wuppertal      | 2009-2010 | 2009-2010 |
| SG Langenfeld           | 2010-2011 | 2010-2011 |
| TSV Bayer 04 Leverkusen | 2011-2012 | 2013-2014 |
| SG Langenfeld           | 2014-2015 | 2014-2015 |
| VC Allbau Essen         | 2015-2016 | …         |